# Ortlieb (famiglia)
La famiglia Ortlieb fu una famiglia nobile del patriziato di Norimberga nel cui consiglio sedette dal 1332 al 1442.

## Storia

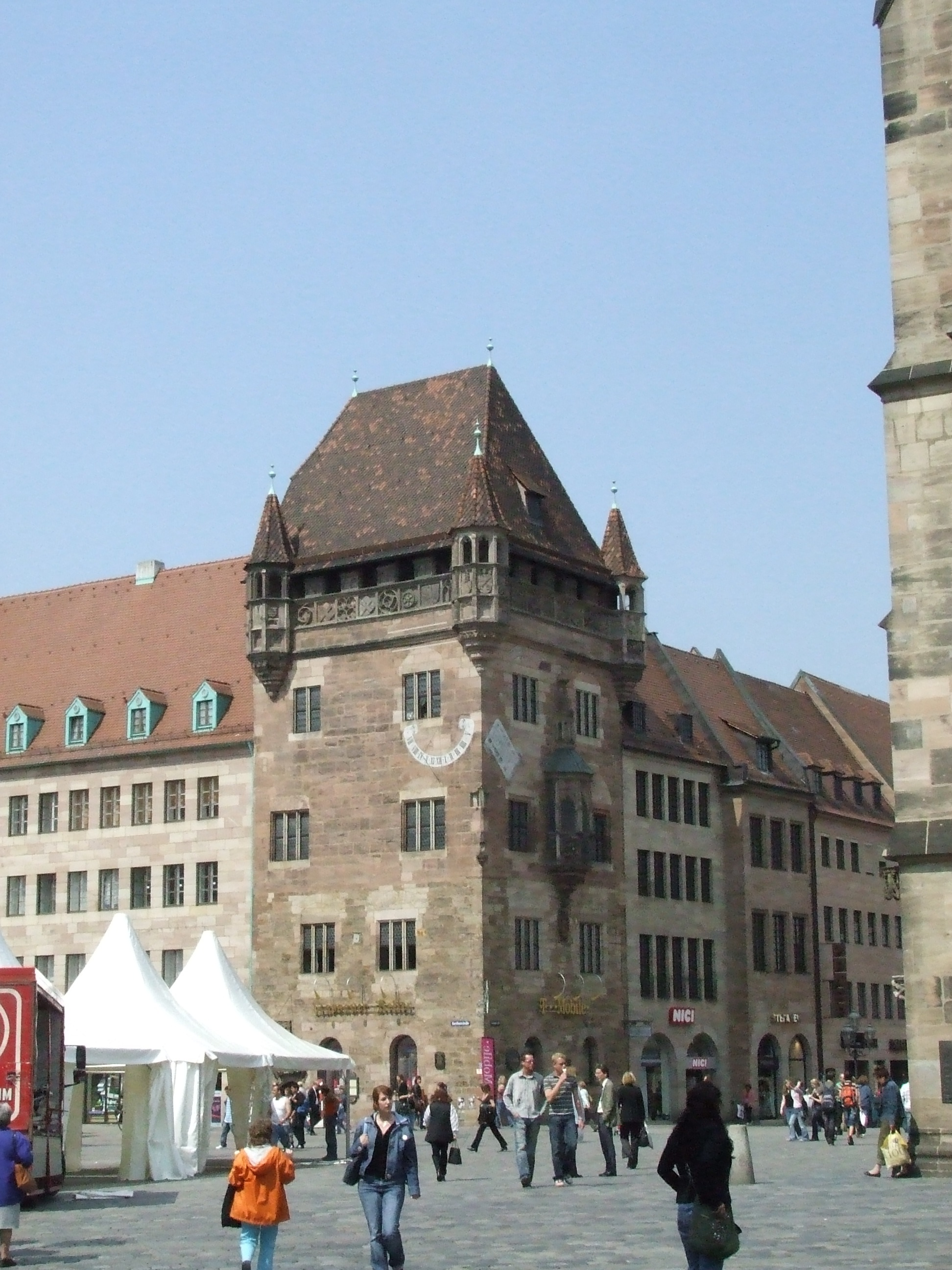
La Nessauer Haus di Norimberga

L'origine della famiglia Ortlieb non è chiara, tuttavia essi dovevano possedere vaste ricchezze sin dal loro avvento a Norimberga in quanto già accettati nel consiglio cittadino nel 1332. Attorno al 1406/7, assieme alla famiglia Stromer von Reichenbach, fondarono la seconda società commerciale Stromersche. Le guerre ussite, la guerra economica intrapresa dall'imperatore Sigismondo contro Venezia, le perdite a Londra e Copenaghen e l'enorme appropriazione indebita compiuta da Hans Ortlieb sui fondi pubblici di Norimberga, portarono al fallimento della società già intorno al 1430. Nel 1427 la famiglia acquistò la Nassauer Haus, una torre medievale nel centro storico di Norimberga. Nel 1431 prestarono 1500 fiorini a re Sigismondo, il quale concesse loro la sua corona come pegno alla restituzione. In questa occasione, gli Ortlieb decisero di far decorare la loro torre con lo stemma dell'imperatore, quello del papa regnante, quelli dei sette elettori e della città imperiale di Norimberga. La famiglia si estinse nel 1478.